# Камий Писаро
Камий Жакоб Писаро (на френски: Jacob Camille Pissarro) е френски живописец, един от основателите на импресионизма.

## Биография

### Младежки години
Камий Писаро е роден на 10 юли 1830 г. на остров Сейнт Томас (Вирджински острови), в буржоазното семейство на търговеца сефарадски евреин Абрам Писаро и доминиканката Рашел Мансано-Помие, които имат железарски магазин. Родителите му поддържат връзка с Бордо, където през 1824 г. е емигрирало семейството на баща му. До 12-годишна възраст Камий живее на Карибите, а след това семейството го праща в Париж. Учи в лицея „Савари“ в Паси. Още тогава показва голям интерес към рисуването. Неговият пръв учител, Огюст Савари, уважаван салонен художник, го подкрепя. Камий пълни тетрадки с рисунки на палми и плантации от родния остров. През 1847 г. баща му го прибира у дома, за да го въведе в семейната търговия, но Писаро предпочита да прекарва свободното си време на пристанището и да рисува. Там той среща датския художник Фриц Мелби, който макар и по-голям от него само с няколко години, вече е излагал неколкократно свои картини в Копенхаген. Мелби забелязва таланта на Писаро и го окуражава. Камий напуска тайно острова и семейството си и през 1852 г. заедно с Фриц Мелби заминават за Венецуела. В Каракас двамата наемат къща и Писаро рисува градския пейзаж, пазара, таверните, но също и селския живот и растенията. През 1854 г. се завръща на остров Сен Тома.

### Първи години в Париж
Най-сетне на Камий се удава да убеди баща си да го подкрепи в решението му да се отдаде на рисуването. През 1855 г. окончателно се установява във Франция. Тук има възможност да разгледа близо пет хиляди платна от Световното изложение, сред тях творби на Йожен Дьолакроа, Камий Коро, Жан Огюст Доминик Енгър. Писаро става ученик на Антон Мелби, брат на Фриц Мелби и на Камий Коро, когото много уважава. Под натиска на баща си взема уроци в Академията по изящни изкуства, но догматизмът там не му допада, а също и в частната „Академия“ на Сюис. Тук се запознава с Клод Моне и Пиер-Огюст Реноар.
По това време се слага началото на приятелството му с много млади художници и честите им сбирки в парижките кафенета, където разискват реализма и рисуването на открито. Самият Писаро започва да рисува в горите северно от Париж. Една от тези картини, „Пейзаж край Монморанси“, е приета за Салона на художниците през 1858 г., но не прави впечатление. Основните сюжети на неговите произведения в този период са селските пейзажи и гледки от Париж.
През 1857 г. родителите му се установяват в Париж и Камий заживява в техния дом. През 1859 г. като прислужница в къщата постъпва Жули Вали, в която Камий се влюбва. Когато момичето забременява, Камий взема мъжественото решение да остане с нея, дори и без брак и против волята на родителите си. Това още повече усложнява отношенията му с майка му, която не може да приеме, че е избрал живописта за своя професия.
В 1859 и 1860 г. излага в официалния Салон.

### Зрели години
В средата на 1860 г. Писаро започва да се разграничава от учителя си Камий Коро и да създава собствения си стил. През 1863 г. журито на Салона отхвърля неговите творби. През 1864 г. участва в изложба, организирана от художници, чиито творби не са приети в Салона. Тя влиза в историята на изкуството под името „Салон на отхвърлените“. През годините 1866 и 1868 съответно по две картини са допуснати в официалния Салон.
Писаро получава добри отзиви от младия критик Емил Зола, който го хвали много, като особено подчертава неговата добросъвестност при изобразяване на Природата. Тези похвали в никакъв случай не означават търговски успех. Писаро изпада в тежко финансово положение и трябва да изхранва семейството си например с рисуване на ветрила или украсяване интериора на магазин. С малки изключения художникът през целия си живот се бори с немотията. Често обикаля с картина под мишница Париж, за да търси купувач, моли за аванс или продава картините си на безценица. За щастие съществува търговецът на картини Дюран-Рюел, който е най-верният поддръжник на импресионистите. В тежките години на отхвърляне той е един от малцината, които ги харесват и подкрепят материално и морално. Прави изложби на техни произведения, дава аванси за картините. На няколко пъти заради финансовата си подкрепа за импресионистите преживява банкрут, но отново и отново се изправя на крака. Дюран-Рюел има голяма роля за популяризиране на творчеството на Клод Моне, който след години на нищета става най-продаваният приживе импресионист. За разлика от него Камий Писаро се отърсва от финансовите си проблеми едва през последните години от живота си. През тежките години семейството преживява и благодарение на усилията на Жули, която при честите местения от място на място навсякъде си създава малко стопанство, с което поне осигурява храна за многолюдното семейство.
През 1869 и 1870 г. Писаро работи редом с Клод Моне и Реноар. Те поставят стативите си един до друг и рисуват едни и същи мотиви, като всеки остава верен на собствения си стил. В по-късните години в дома на Писаро отсядат Сезан, Гоген и Ван Гог. Рано сутрин художниците излизат и прекарват целия ден, рисувайки пейзажа наоколо.
При избухването на Френско-пруската война (1870 г.) заминава за Англия. Тук художникът изучава пейзажите на Джоузеф Търнър и Джон Констабъл. По-късно в Лондон пристига и семейството му. На 14 юни 1871 г. той се венчава за дългогодишната си спътница и любима – Жули Вали. Връщайки се във Франция след края на войната (1871), заварва дома си в Лувисиен разсипан от квартирувалите там пруски войници. Стотици платна на художника са унищожени.
В следващите години Писаро рисува в Лувисиен, Овер сюр Оаз и Понтуаз заедно с приятеля си Пол Сезан. През 1874 г. участва в Първата изложба на импресионистите. Той е единственият голям импресионист, участвал и в осемте изложби на импресионистите. Към творчеството на младите си колеги Пол Гоген, Жорж Сьора и Пол Синяк се отнася с интерес и симпатия. В периода 1886 – 1890 г. работи в поантилистичния стил на Сьора. Впоследствие отчита това като грешка и се връща към предишния си начин на работа. Поддържа приятелски отношения със Сезан, Гоген и Едгар Дега. В отношенията му с последния има период на отчуждаване. Причината е „Аферата Драйфус“, която изостря духовете във Франция и поражда антисемитски настроения. Сприхавият Дега обижда приятеля си заради еврейския му произход. Впоследствие добродушният Писаро му прощава.
През 1892 г. е организирана изложба на Писаро от Дюран-Рюел, която носи позакъснял успех за художника (по това време Реноар и Моне са вече доста известни). През 90-те години Писаро участва в редица импресионистични изложби: Париж, Ню Йорк, Брюксел, Дрезден, Питсбърг, Петербург.
Художникът умира на 12 ноември (според други сведения на 13 ноември) 1903 г. в Париж. Погребан е на гробището Пер Лашез.

## Живописна техника
Камий Писаро е един от художниците, оформили основните принципи и похвати на импресионизма: разлагане на цветовете, изграждане на изображението от ситни живописни мазки, създаващи трептяща атмосфера. Той оказва влияние на останалите импресионисти и на Гоген. В творчеството му съществува период на увлечение към поантилизма. Запазени са ред платна на художника в този стил. От 1890 г. се отказва от него и се връща към импресионизма. Писаро е известен най-вече със своите градски и селски пейзажи, но създава също портрети, натюрморти и рисунки. За разлика от Моне Писаро често поставя сред пейзажа, на улицата или в градината фигури на хора, които работят, разхождат се или разговарят. В своите картини той изобразява с реалистични, донякъде напомнящи за Домие изразни средства, живота на бедните, отрудени хора.

## Галерия
- Творби
- Автопортрет, 1873 г.
- „Градина в Понтоаз“, 1877 г.
- „Игра с пръчка“, 1881 г.
- „Разговор край оградата“, 1881 г.
- „Портрет на Феликс“, 1881 г.
- „Играещи деца“, поантилистичен период, 1887 г.
- „Сенокос в Ерани“, 1889 г.
- „Улица в Хавр“, 1893 г.
- „Булевард Монмартр“, 1897 г.
- „Изглед от Руан“, 1898 г.
- „Автопортрет“, 1903 г.
- „Кораб, акостиращ в пристанището на Хавър“, 1903 г.